# Test di Girone
Il test di Girone è un test statistico non parametrico per la verifica d'ipotesi concernente le leggi di distribuzione. Venne proposto nel 1964 da Giovanni Girone come semplice indice di omogeneità di due distribuzioni e poi sviluppato come test di verifica d'ipotesi.
L'indice, variabile test, è in pratica l'indice di dissomiglianza di Gini dove al posto dei valori osservati si inseriscono i rispettivi ranghi.
M.N.Goria adattò nel 1971 il test nel caso di due campioni di ampiezza non uguale e nel 2001 Claudio Giovanni Borroni ne propose un altro per campioni di ampiezza disuguale e propose pure un analogo test dove però le ipotesi alternative sono ad una coda.
C. G. Borroni mostrò nel 2001 che il test di Girone in presenza di variabili casuali asimmetriche può essere più potente del test di Kolmogorov-Smirnov e del test di Cramer-von Mises.

## Ipotesi
Il test richiede che vi siano due campioni di uguale ampiezza e che i valori osservati vengano misurati con una scala almeno ordinale e continua.

## La variabile test, l'indice di omogeneità
La variabile test viene calcolata come
{\displaystyle g={\frac {1}{m}}\sum _{i=1}^{m}|r_{i}-s_{i}|}
dove 
m è l'ampiezza di ciascun campione
{\displaystyle r_{i}} e {\displaystyle s_{i}} sono rispettivamente gli i-esimi ranghi del primo e del secondo campione
i ranghi vengono calcolati riunendo i valori di entrambi i campioni

## Il test
La variabile test g viene confrontata con la variabile casuale test di Girone

## Esempio
Nel primo campione vengono osservati i valori {\displaystyle 1801,1560,1635}, mentre nel secondo campione vengono osservati i valori {\displaystyle 1633,1712,1538}
Riunendo i valori di entrambi i campioni e ordinandoli in modo crescente 
```
Campione     B      A      B    A        B      A
Valore     1538   1560   1633  1635    1712   1801
```

si ottengono i ranghi
```
r    2    4    6
s    1    3    5
```

e la variabile test è
{\displaystyle g={\frac {1}{3}}(|2-1|+|4-3|+|6-5|)=1}